# 维尔纽斯大学

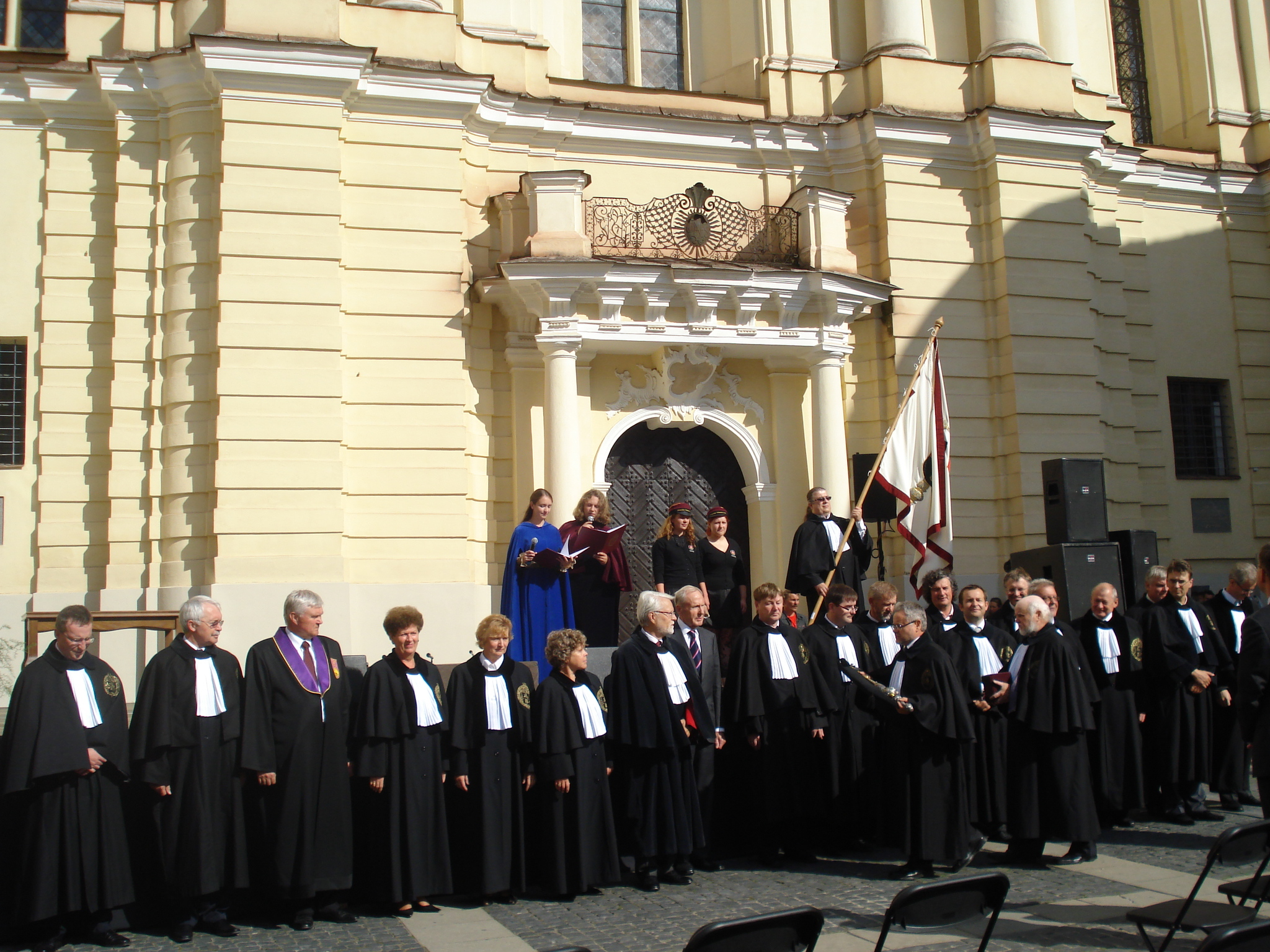
大學評議會慶祝學年開始

维尔纽斯大学 ，为立陶宛共和国首都维尔纽斯市的一所公立大学，立陶宛第一學府，也是全国规模最大的大学，北歐最古老的學校之一。
维尔纽斯大学成立于1579年，为波罗的海三国中最古老的大学。

## 历史沿革
该大学成立于1579年，当时名为维尔纽斯耶稣会学院（Alma Academia et Universitas Vilnensis Societatis Iesu）该校由史蒂芬·巴托里创建，是波兰立陶宛联邦第三古老的大学，仅次于克拉科夫学院和阿尔贝蒂娜大学。1782年，该校更名为立陶宛大公国大学校（Schola Princeps Magni Ducatus Lithuaniae）。
1803年，该校更名为维尔纽斯帝国大学（Imperatorski Uniwersytet Wileński）。由于1830年十一月起义失败，该大学根据俄国沙皇尼古拉斯一世的命令被关闭并暂停运营，直到1919年。第一次世界大战结束后，大学于1919年8月恢复运营，更名为史蒂芬·巴托里大学。
1939年9月苏联入侵波兰后，该大学自10月起短暂由立陶宛当局管理，直到1940年6月苏联吞并立陶宛，大学更名为维尔纽斯大学。1941年巴巴罗萨行动后，大学经历了一段德国占领时期。1944年，大学更名为维尔纽斯国立大学。1945年，斯特凡·巴托里大学的波兰学生和学者转移到位于托伦的尼古拉斯·哥白尼大学。
1955年，大学更名为维尔纽斯国立温卡斯·卡普苏卡斯大学，纪念立陶宛共产党领导人温卡斯·卡普苏卡斯。1971年，大学更名为维尔纽斯劳动红旗勋章国立温卡斯·卡普苏卡斯大学（Vilniaus Darbo raudonosios vėliavos ordino valstybinis Vinco Kapsuko universitetas）。1979年，大学更名为维尔纽斯劳动与友谊红旗勋章国立温卡斯·卡普苏卡斯大学（Vilniaus Darbo raudonosios vėliavos ir Tautų draugystės ordinų valstybinis V. Kapsuko universitetas）。1990年，大学重新更名为维尔纽斯大学。
1966年，維爾紐斯大學是全球首個成功照射出美國物理學家發明的激光的學術單位。此後，立陶宛便將激光產業培育成國家產業，並在維大陸續啟動許多實驗和研究更將成果應用在國家科技產業發展。直至今天，立陶宛為美國國家航空航天局（NASA）、歐洲核子研究組織（CERN）、麻省理工學院（MIT）、蘋果等全球知名企業或研究機構等提供激光設備及相關技術。
除了维尔纽斯外，维尔纽斯大学还在考纳斯和希奥利艾设有校区。大学如今由15个学院组成，为超过24000名学生提供200多个学科领域的学习项目，其中有3個學士學位及16個碩士學位是以英文為主課程。现任大学校長是里姆维达斯·彼得劳斯卡斯教授。

## 學院和結構
大学设有商學院、化學與地球科學院、傳播學院、經濟與工商管理學院、歷史學院、考納斯院區、法律學院、數學與資訊學院、醫學院、語文學院、哲學院、物理學院、國際關係與政治研究所和生命科學院中心。
商學院（Business School）：學士部設有國際企業學系，碩士班則有整合金融與投資、數位行銷、國際企劃管理等研究所、創業與創新管理（MBA)。
化學與地球科學院（Faculty of Chemistry and Geosciences ）：大學部設有化學系，碩士包含分析與環境化學、奈米化學、有機化學、聚合化學、物理化學、奈米科學與材料中心等。地球科學設有地理系、地質系，碩士包含水文地質與氣候學、地質礦物、製圖與地理資訊等專業。
傳播學院（Faculty of Communication）：設有數位文化與傳播學系、媒體與圖書出版、新聞暨媒體科學研究、組織訊息與傳播研究等系所。
經濟與工商管理學院（Economics and Business Adiministration)：設有經濟學系、會計與審計系、定量方法與模擬、企業管理與商學系、全球商業經濟碩士、金融與銀行等專業系所。
歷史學院（Faculty of History）：有考古學、歷史理論與文化、現代歷史學、古歷史與中世紀歷史學系等學程。
法學院（Faculty of law）:設有五年制學碩整合制法律學系，有國際法律與人權、科技法律系和商業法律等專業。
數學與資訊學院（Faculty of Mathematics and informatics）：學士部到碩士班設有生物資訊學系、資料科學系、計量經濟學系、金融暨精算數學系、資訊科技、網路系統工程、應用數學、軟體工程學系等，碩士博士則多為電腦工程與信息、精算、資料科學相關學位。
語文學院（Faculty of Philology)：為維大歷史悠久的學院，一般文學組設有多個學位和學程包含英語系、西班牙文、挪威文、法文、俄文、德文、義大利文、波蘭文、拉丁文與古希臘語學系，斯堪地那維亞語分成芬蘭文、瑞典文、挪威文和丹麥文四組，立陶宛文則有一般組和愛沙尼亞文、拉脫維亞文等學程。
哲學院（Faculty of Philosophy）：維大歷史悠久的學院，在歐洲享有盛名，設有哲學系、社會科學、 教育學、人類學、心理學系等專業學位。
物理學院（Faculty of Physics）：設有光子學與奈米科技碩士、光學工程學系、應用電動力學與電信碩士、實驗核能與量子物理中心、理論物理與天文物理、電子與信息科技研究所、雷射中心等。
生命科學院暨中心（Life Sciences Center）：為近年立陶宛生物技術發展重鎮特別是基因和酶蛋白科學領域。學士學位設有生物科技學系、生物化學、基因科學系等學系，碩士包含分子生物、神經生物、生物物理等專業。學院內設有動物學博物館和植物標本室。
國際關係與政治研究所（Institute of International Relations and Political Science）：包含全球政治學系與東歐俄羅斯研究所。
考納斯校區（Kaunas Campus）：設有社會科學與應用科技學院和文學院，前者設有資訊系統與網路安全學系、行銷科技學、國際企業管理等，後者設有英語暨立陶宛文、瑞典文等學程。
修雷學院（Šiauliai Academy）：主要提供當地學生申請，設有經濟與投資、軟體工程學系、管理研究所等。

此外还设有维尔纽斯大学植物園、資訊技術發展中心、物業管理與服務中心、文化中心、生命科學中心、數間附設教學醫院、數位學習與考試中心、維爾紐斯大學圖書館、维尔纽斯大学博物館、维尔纽斯大学出版社、洛姆瓦會議、研討會和休閒中心和健康與體育中心。

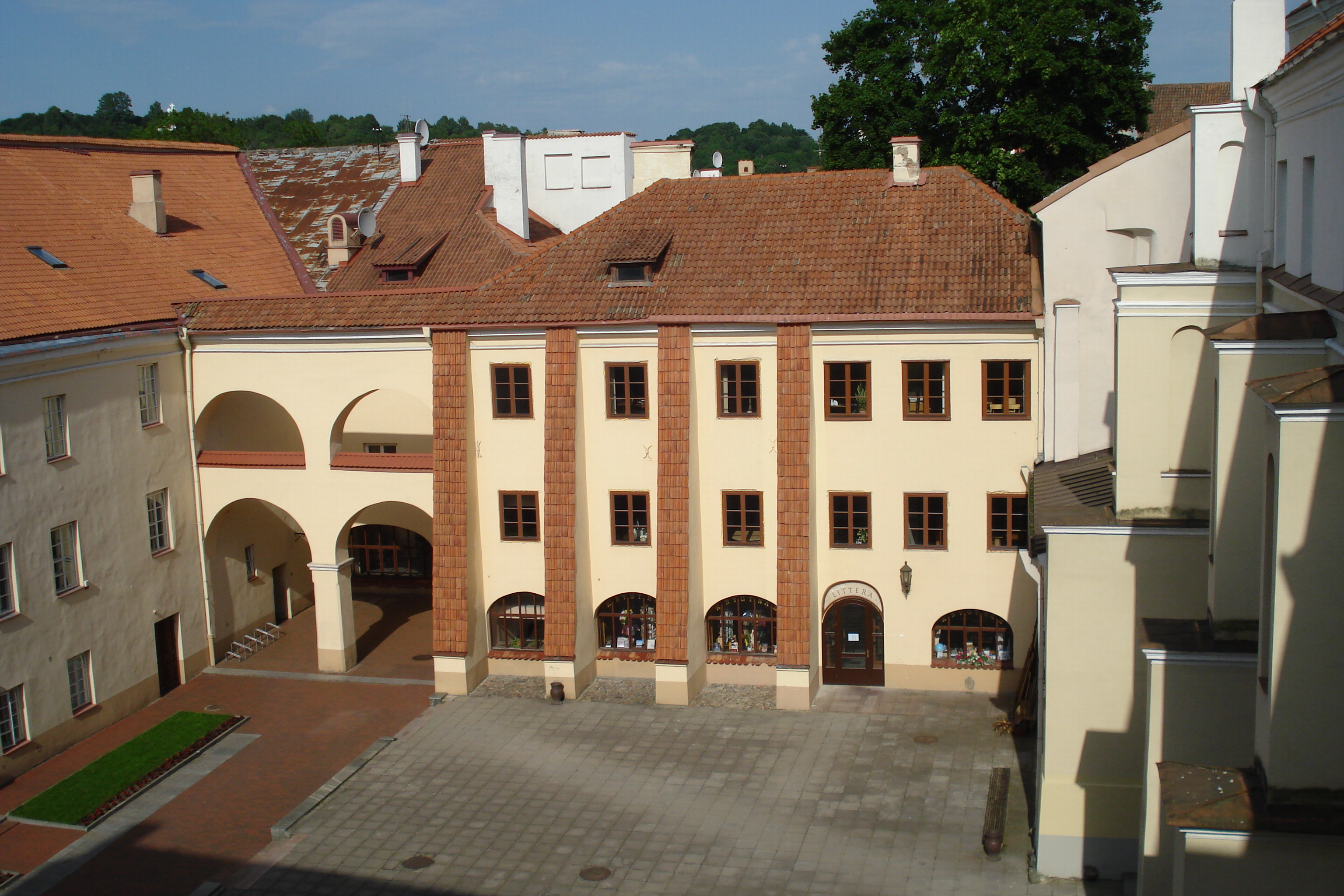
語文學和歷史學院
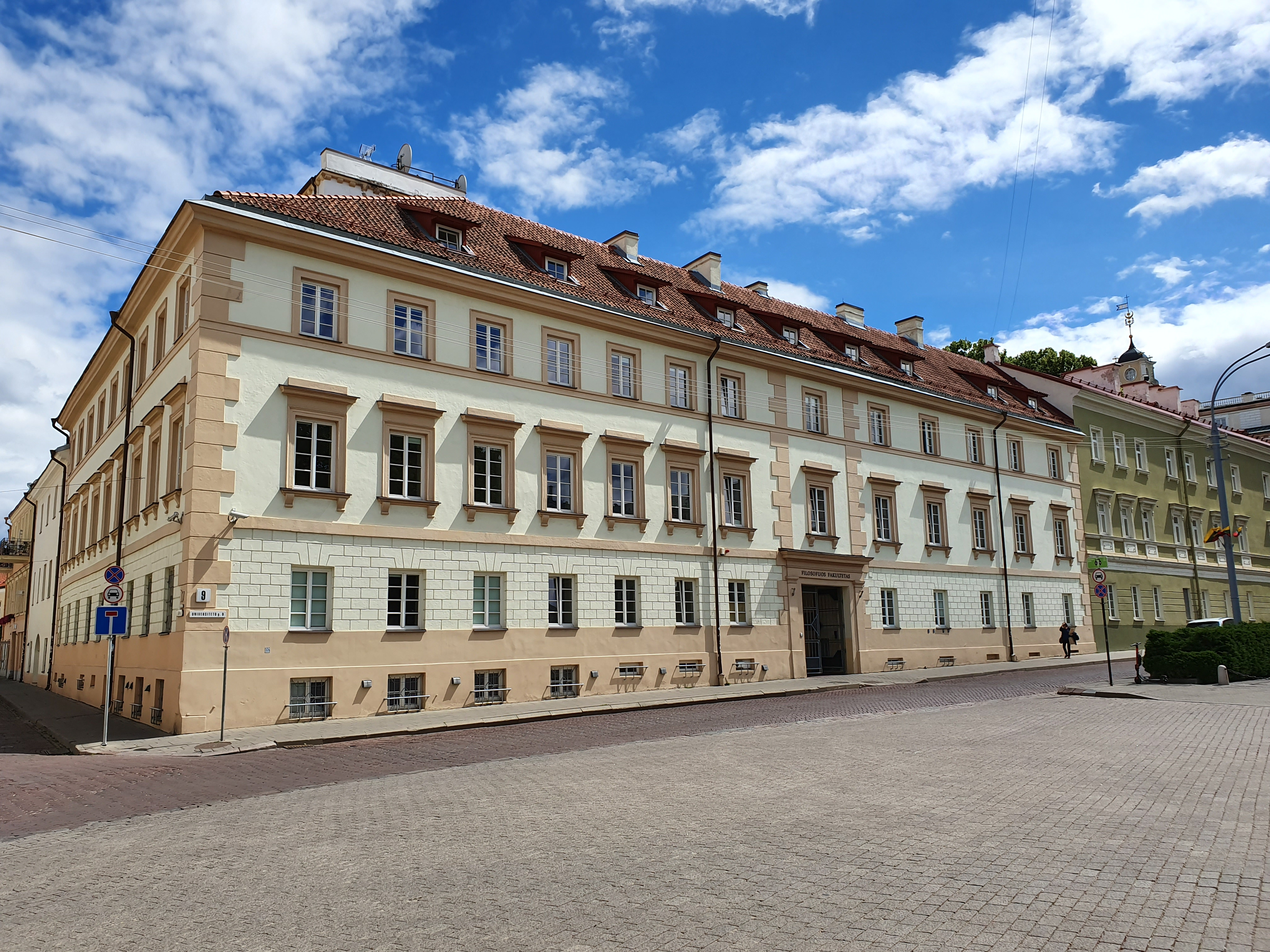
哲學院
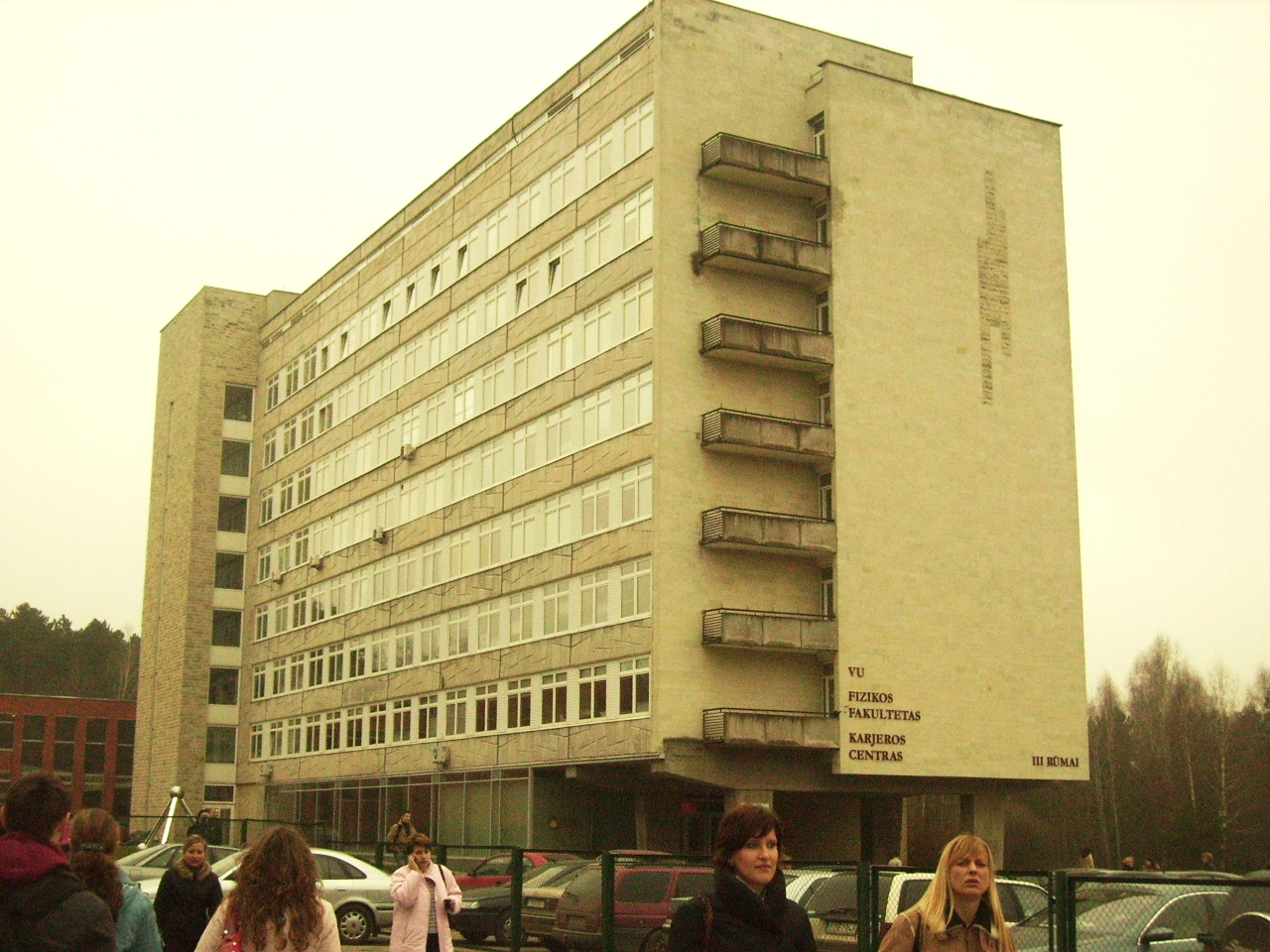
物理學院
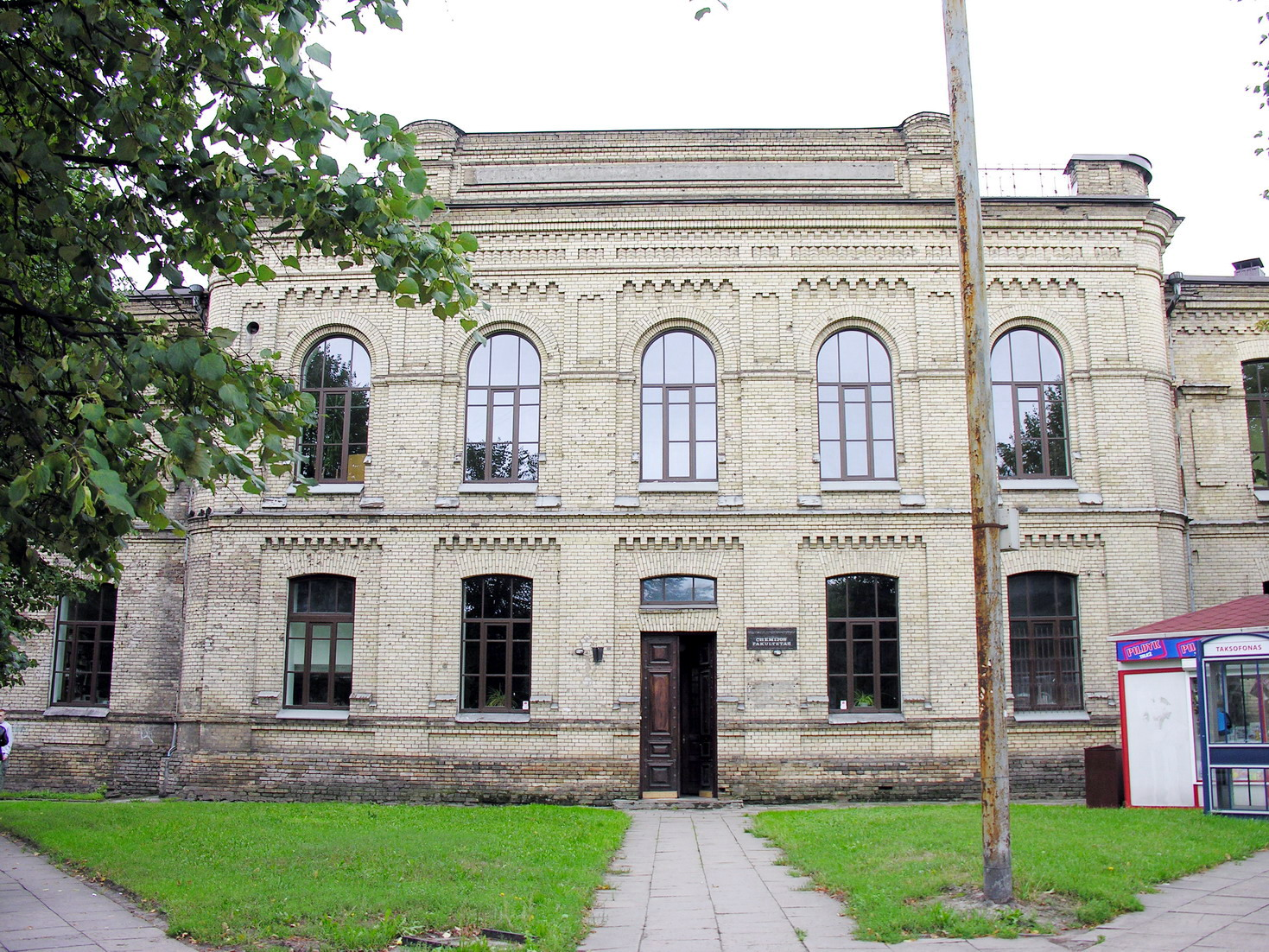
化學與地球科學院
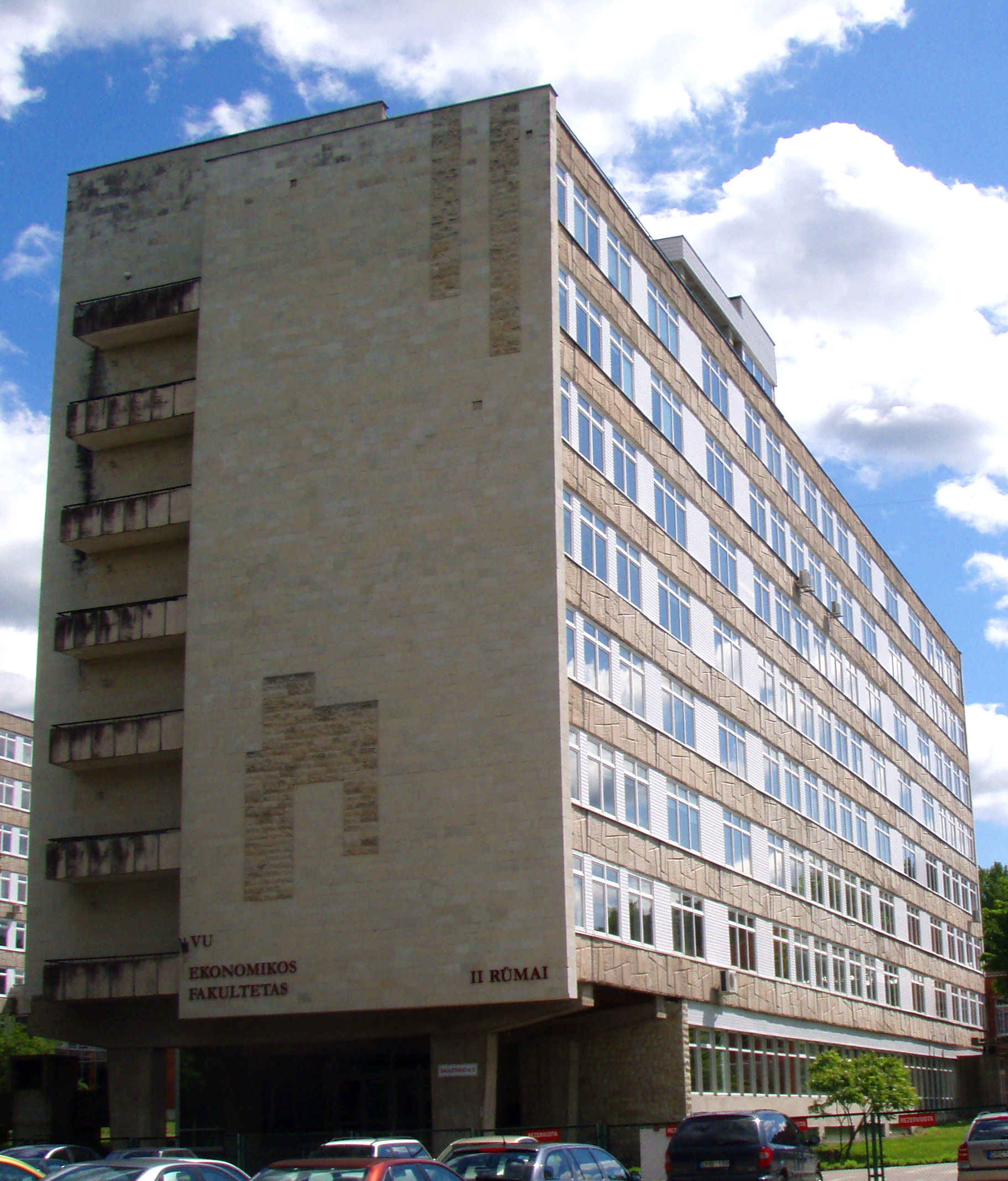
經濟與工商管理學院
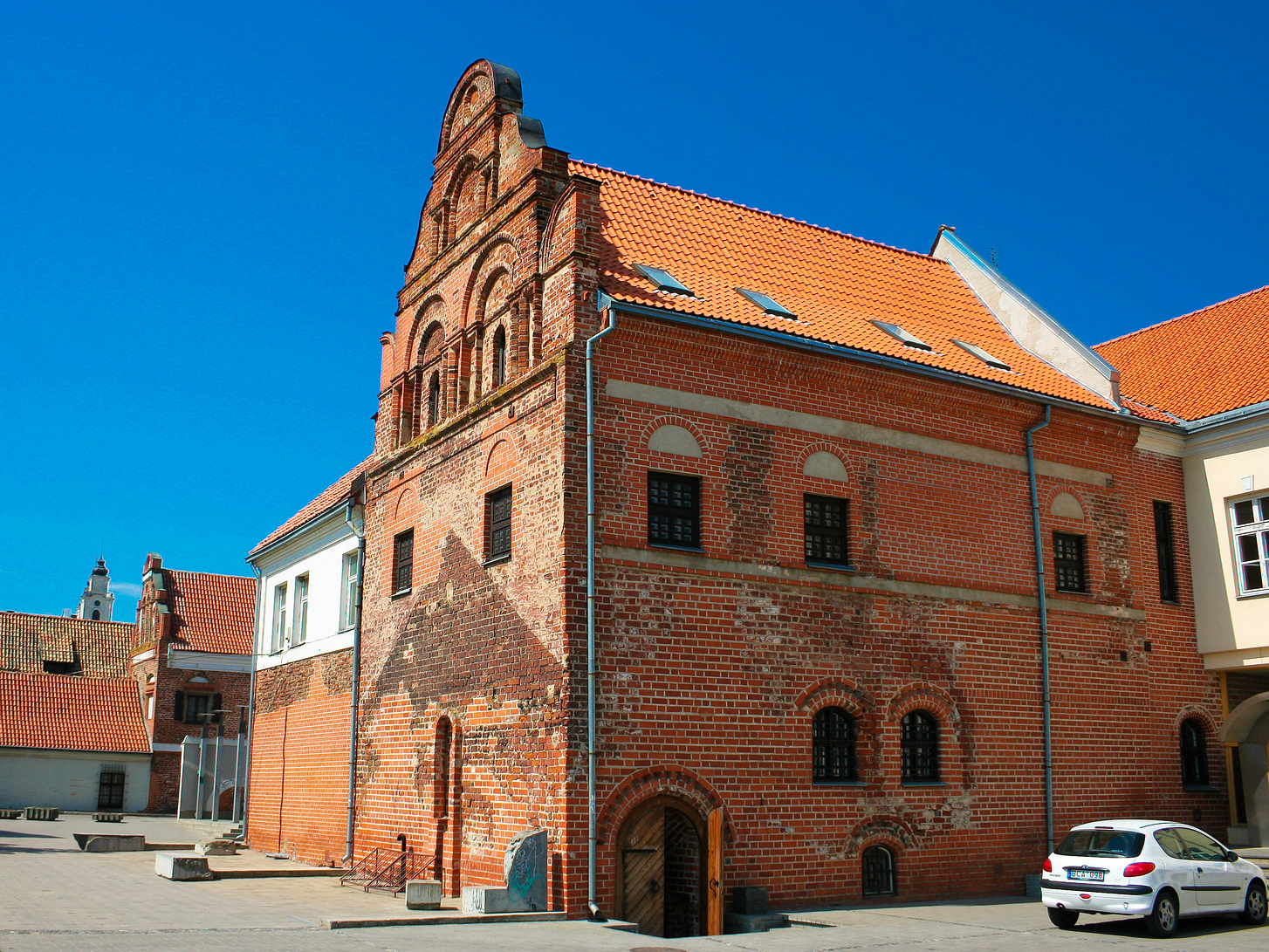
考納斯院區
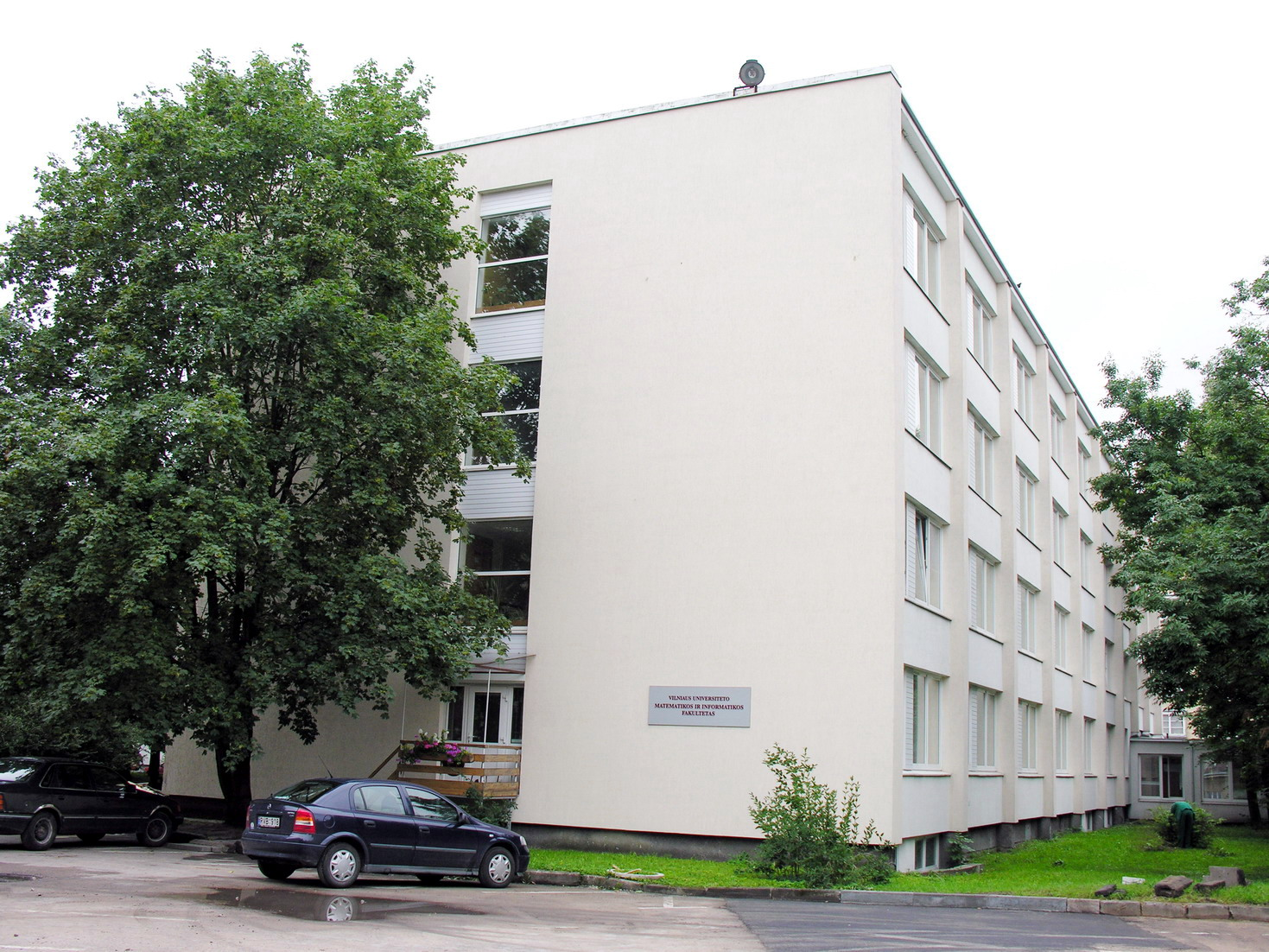
數學與資訊學院
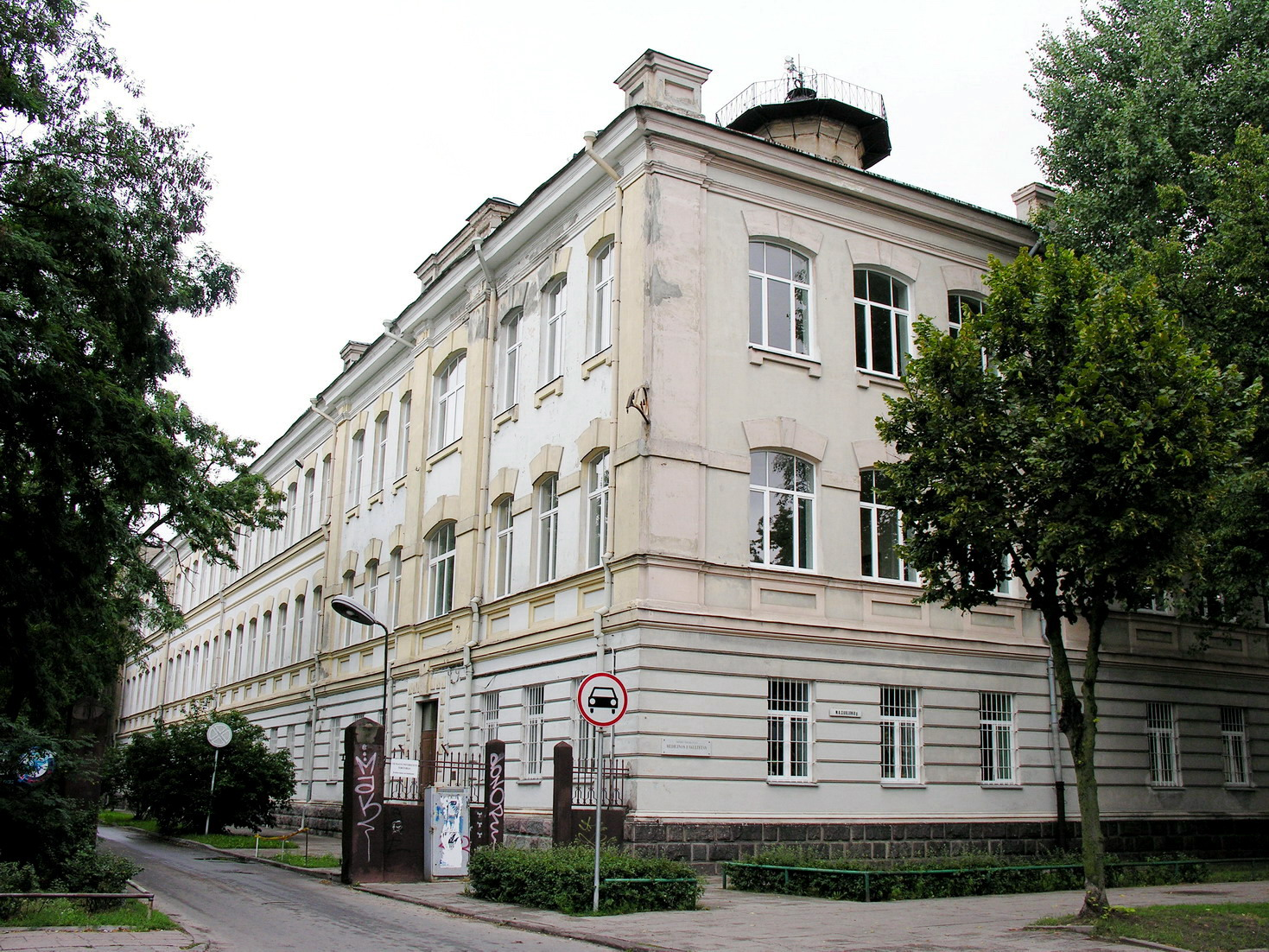
醫學院
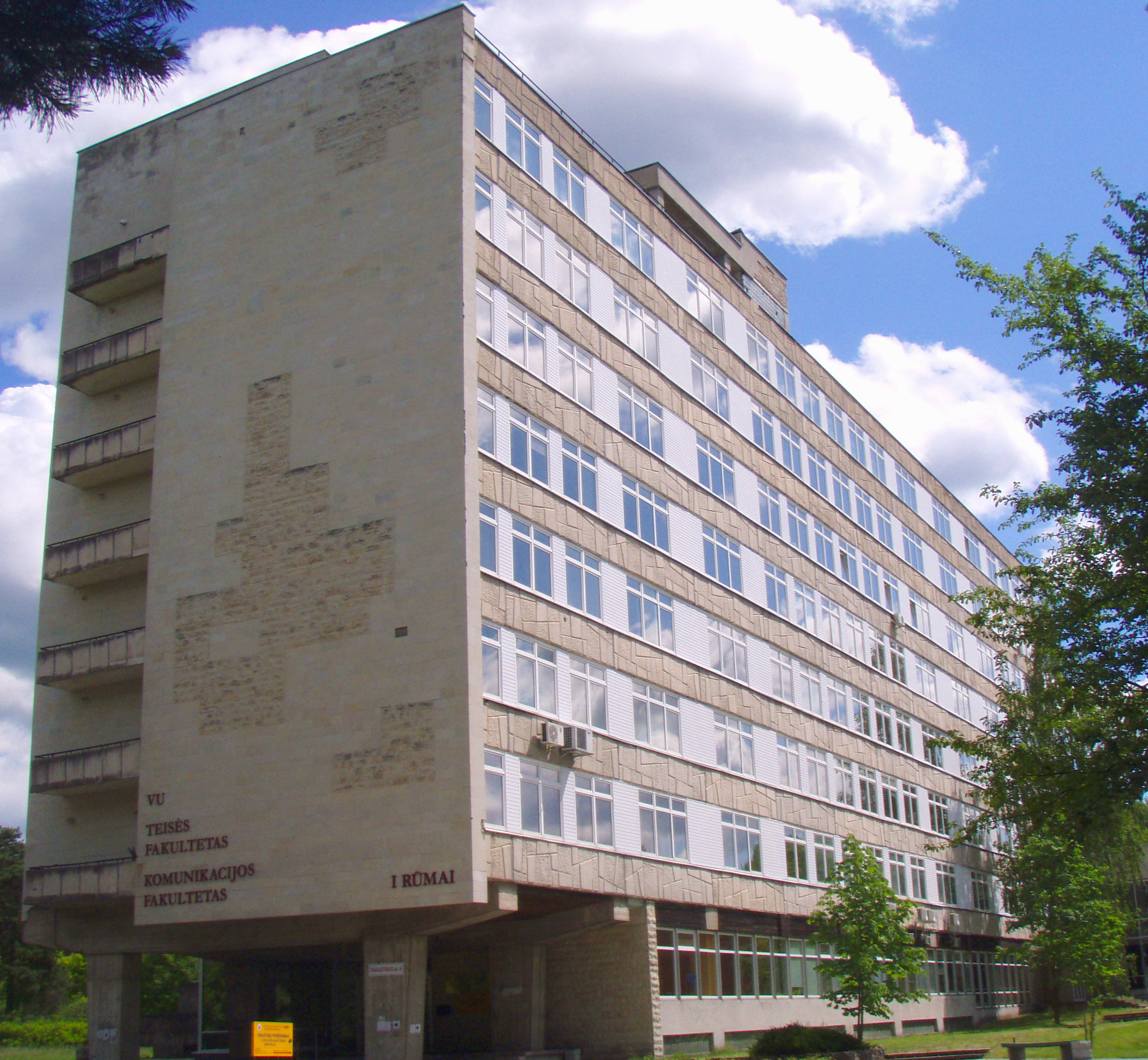
物理與傳播學院
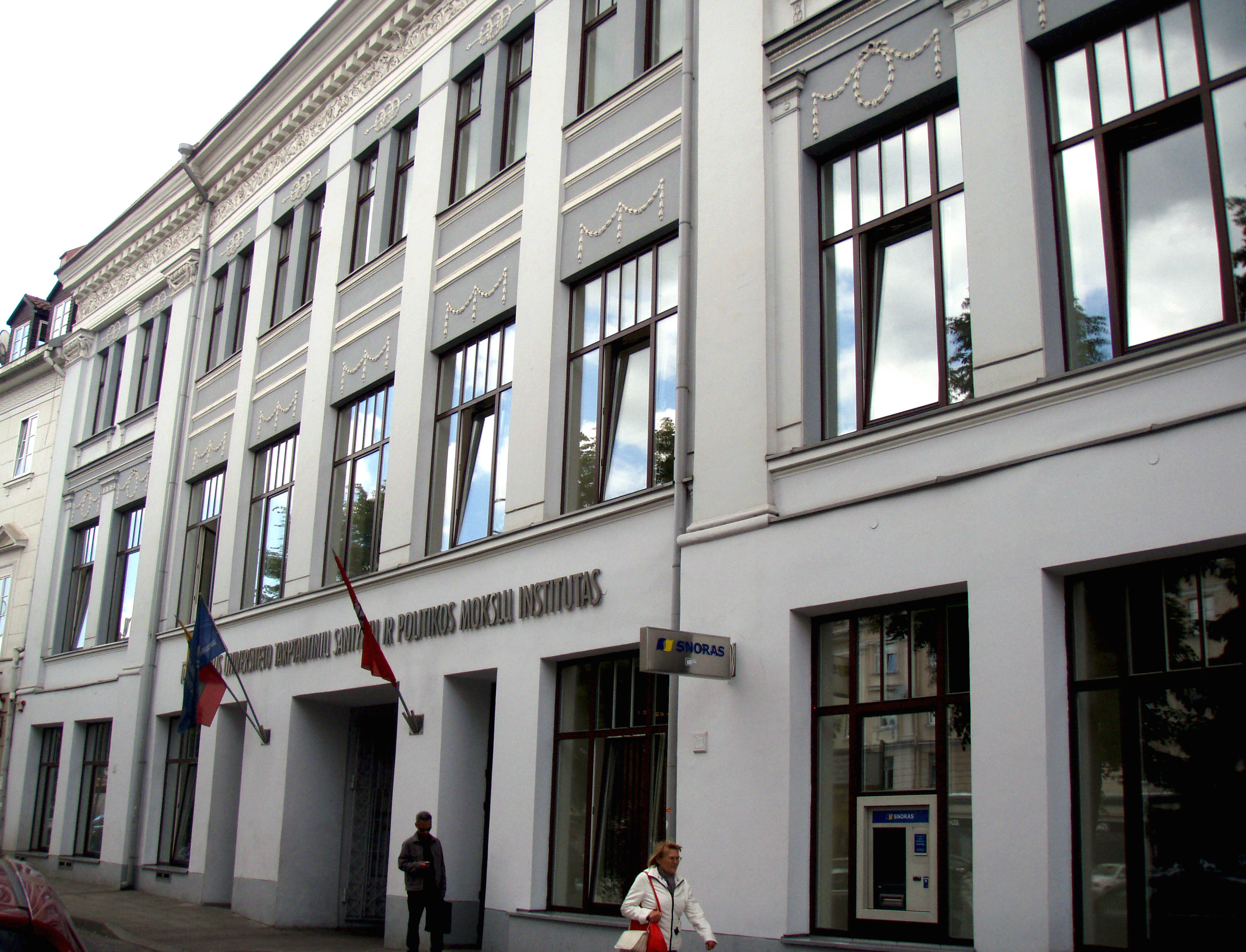
國際關係與政治研究所
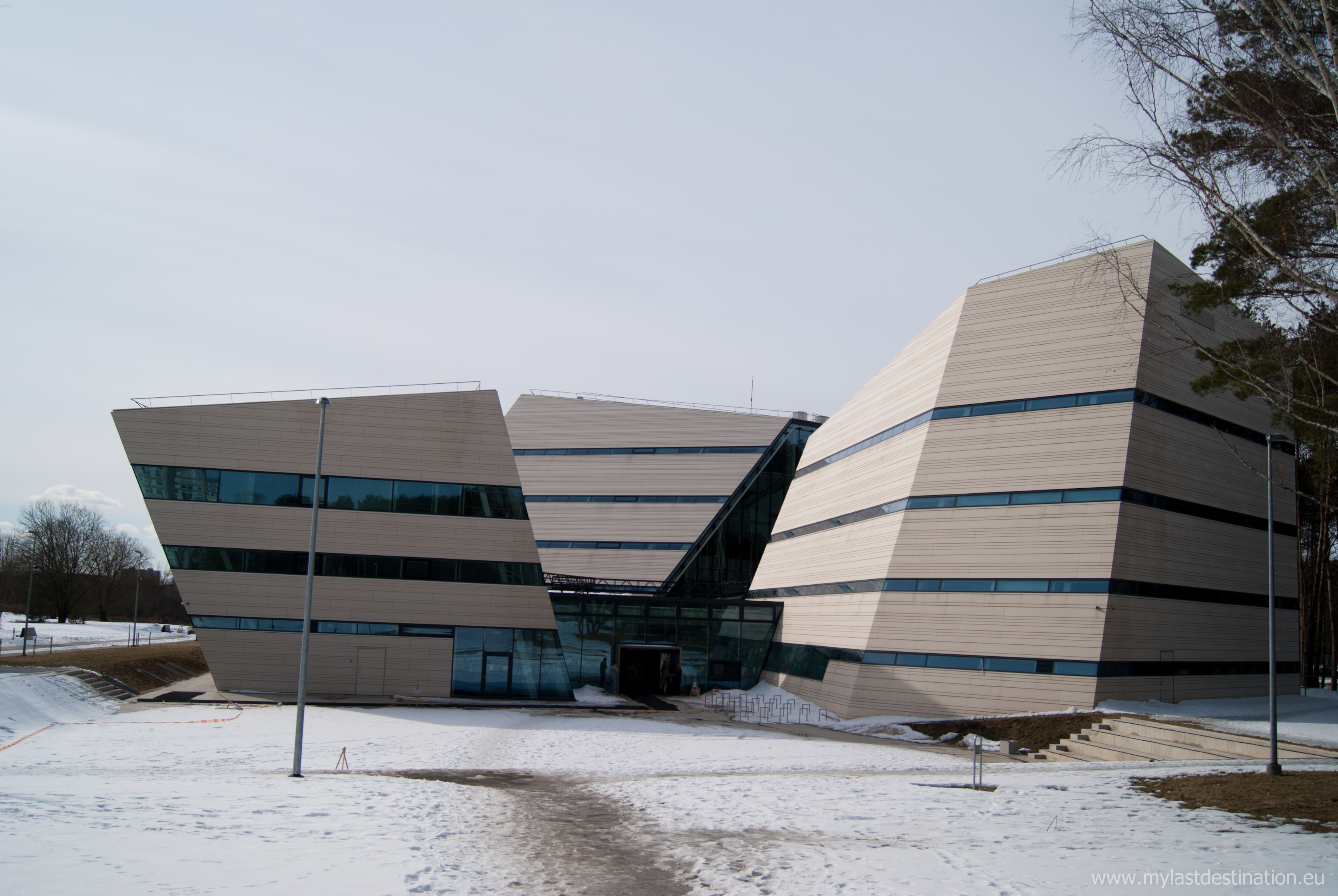
科學傳播與資訊中心

## 校园建筑

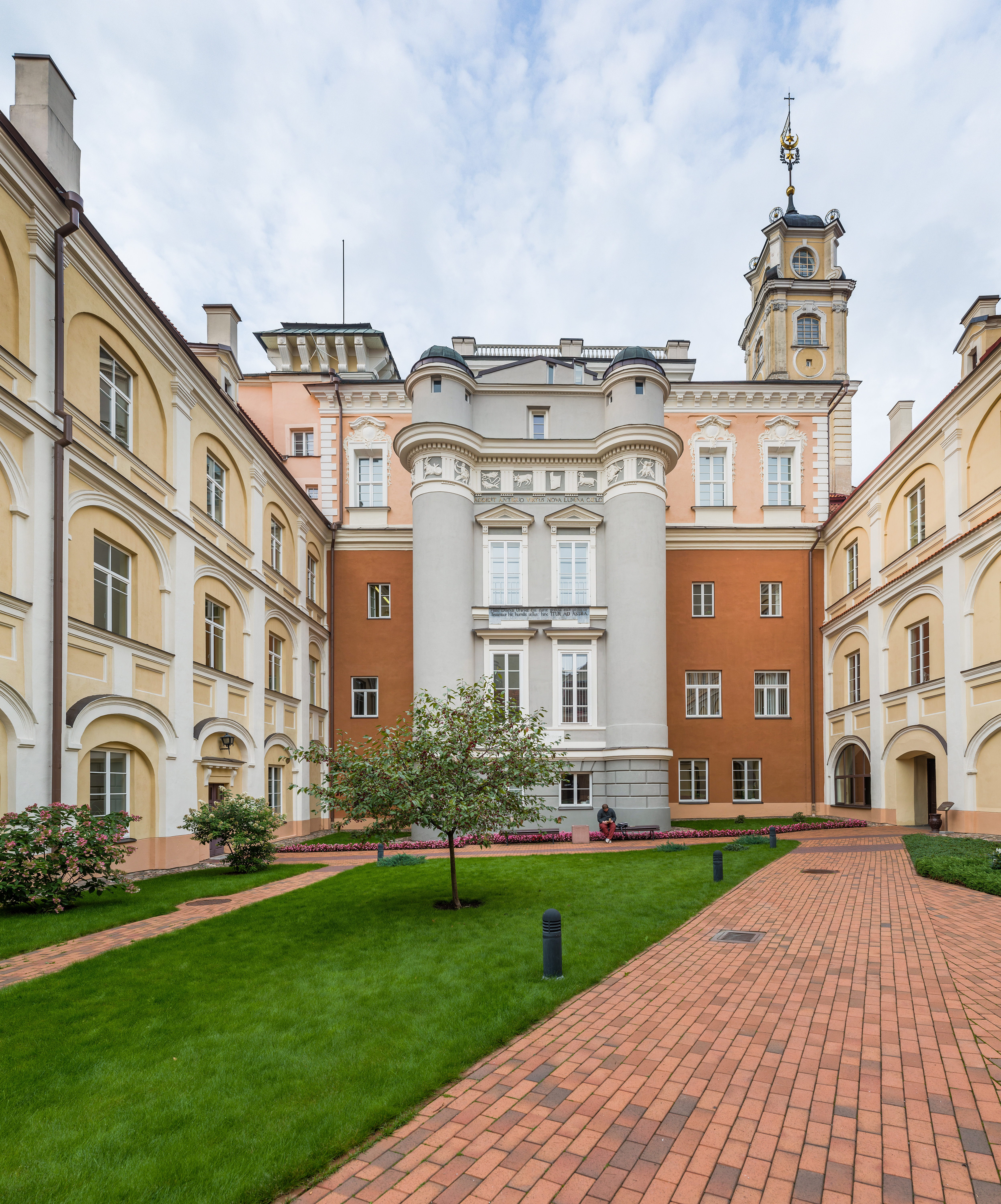
天文台中庭

維爾紐斯大學舊校區包含13個建築及13個中庭。現今校長辦公室、文學院、哲學院及歷史學院坐落於舊校。维尔纽斯大学中庭上過美國電視節目《极速前进12》。其中最大的中庭有:
- P. Skargos中庭
- M. K. Sarbievijaus中庭
- 圖書館中庭
- 天文台中庭

物理學院、經濟學院、法律學院、傳播學院以及商學院、生命科學中心與傳播與資訊中心坐落於Saulėtekis院區。其他學院則分散在首都維爾紐斯的各個角落以及考納斯，其中醫學院有兩個校區，新的臨床醫學中心位於附設醫院旁的新校區，主要供實習醫學生和住院醫師使用。
宿舍區有三個區域，第四個宿舍區興建中。

## 排名
維爾紐斯大學於2021年QS世界大學排名於第423位。维尔纽斯大学在泰晤士高等教育世界大学排名中位列世界801-1000区间。
在2020年QS学科排名中，维尔纽斯大学在语言学方面排名201-250，在物理和天文学方面排名251-300区间。在新兴欧洲和中亚的QS排名中，维尔纽斯大学排名第18名。
2025年最新QS大學排名中維爾紐斯大學名列第439名。